# يوكي اوغورا
يوكي اوغورا (باليابانية: 小倉遊亀؛ بالكانا: おぐら ゆき) هي فنانة ورسامة يابانية، ولدت في 1 مارس 1895 في أوتسو في اليابان، وتوفيت في 23 يوليو 2000 في كاماكورا في اليابان.